# Cadran occidental
Le cadran occidental est un type particulier de cadran vertical déclinant dont la table est orientée face à l'Ouest.
Le style du cadran est parallèle à la table, et fait un angle {\displaystyle \theta =-\phi } avec l'horizontale, où {\displaystyle \phi } représente la latitude du lieu.
La ligne équinoxiale fait quant à elle un angle {\displaystyle \theta =\pi /2-\phi } avec l'horizontale.
Les lignes horaires sont toutes parallèles entre elles, et leur distance {\displaystyle d} par rapport à la ligne de 18 h sur l'équinoxiale est donnée par la relation
{\displaystyle d=\alpha \tan H,\,}
avec {\displaystyle \alpha } la hauteur du style par rapport à la table, et {\displaystyle H} l'angle horaire par rapport à 6 h du soir. La distance entre les lignes de 15 h et de 18 h est donc égale à la hauteur du style.
Comme le cadran polaire, son tracé est indépendant de la latitude du lieu : il ne dépend que de la hauteur du style par rapport à la table.
|  |  |  |